# Lepidostoma togatum
Lepidostoma togatum är en nattsländeart som först beskrevs av Hagen 1861.  Lepidostoma togatum ingår i släktet Lepidostoma och familjen kantrörsnattsländor. Inga underarter finns listade i Catalogue of Life.